# Sardaszt
Sardaszt (perski: سردشت, kurdyjski: سەردەشت) – miasto w Iranie, w ostanie Azerbejdżan Zachodni. W 2016 roku miasto liczyło 68 165 mieszkańców.
Mieszkańcy tego miasta są Kurdami i mówią po kurdyjsku.